# NGC 7747
NGC 7747 este o galaxie spirală situată în constelația Pegas. A fost descoperită în 23 septembrie 1873 de către Édouard Stephan⁠(d). Se află la o distanță de 111,69 megaparseci de Pământ.